# 哈米斯·马里
哈米斯·马里（Khamis Al-Marri，1984年—），卡塔尔足球裁判，2010年起担任FIFA国际足球裁判。
哈米斯·马里曾执法2018年國際足協世界盃外圍賽亞洲區12强赛的比赛。亚洲冠军联赛中，他曾担任16强赛的主裁判。